# Araneus sublutius
Araneus sublutius este o specie de păianjeni din genul Araneus, familia Araneidae. A fost descrisă pentru prima dată de Arthur Urquhart în anul 1892. Conform Catalogue of Life specia Araneus sublutius nu are subspecii cunoscute.